# Galaxia espiral barrada

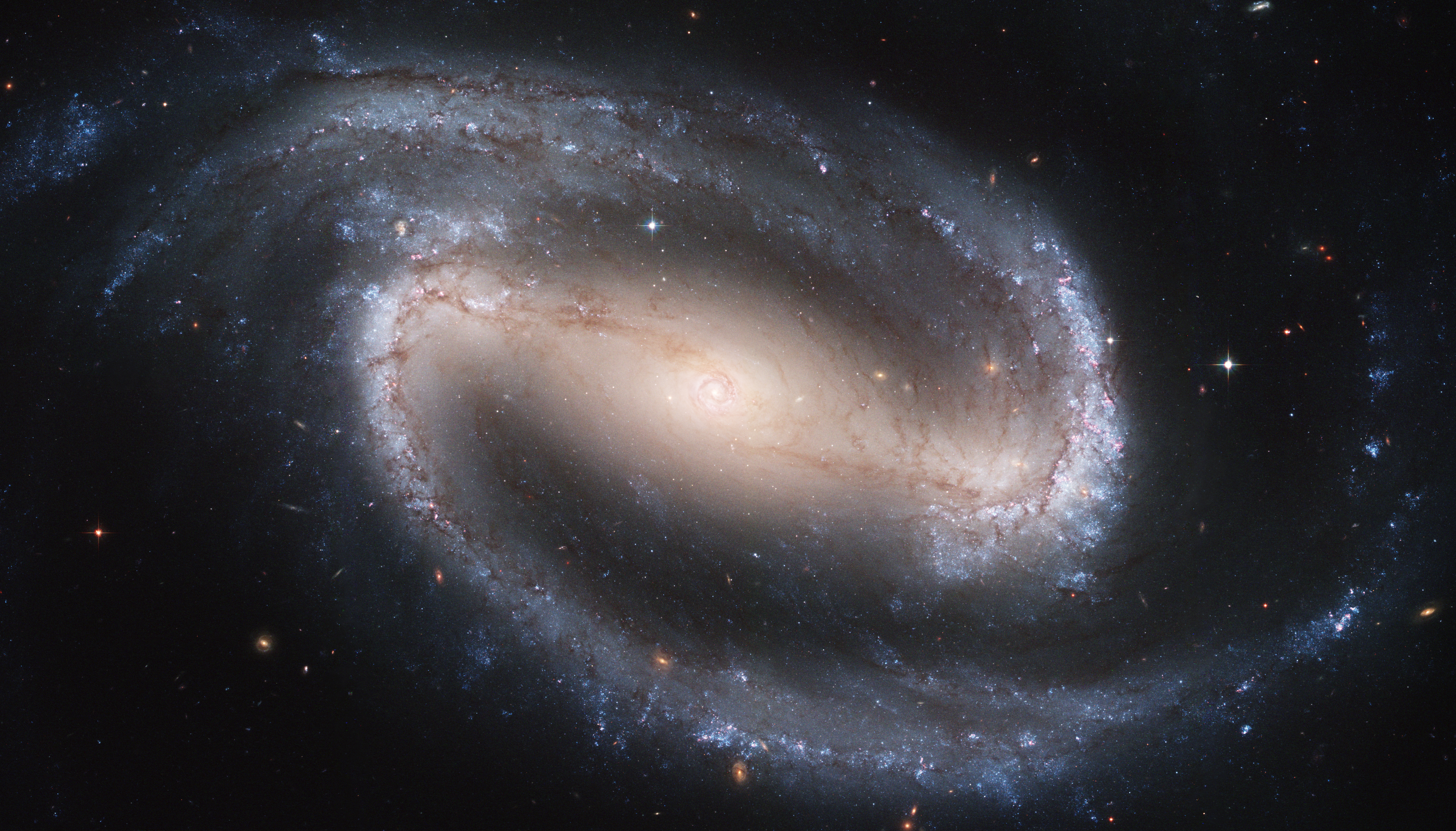
NGC 1300, ejemplo de galaxia espiral barrada.

Una galaxia espiral barrada es aquella con una estructura central en forma de «barra», compuesta por estrellas brillantes que se extiende de un lado a otro de la galaxia. Las barras son relativamente comunes: hasta dos tercios de las galaxias espirales contienen una, y generalmente afectan tanto al movimiento de las estrellas como al del gas interestelar dentro de la galaxia espiral, y pueden afectar también a los brazos espirales,los cuales parecen surgir del final de la barra mientras en las galaxias espirales parecen surgir del núcleo galáctico.
El astrónomo Edwin Hubble clasificó a este tipo de galaxias espirales como SB (Spiral Barred en inglés) en su clasificación de galaxias, dividiéndolas en tres categorías dependiendo de la forma y disposición de sus brazos espirales. Las de tipo SBa tienen los brazos fuertemente unidos y una gran protuberancia central, las galaxias de tipo SBb son intermedias entre las anteriores y las de tipo SBc —las cuales tienen los brazos débilmente unidos —, y finalmente las SBd aún más, con un núcleo casi inexistente. Un quinto tipo (SBm) se creó posteriormente para describir una galaxia espiral irregular, como las Nubes de Magallanes, que inicialmente fueron clasificadas como galaxias irregulares, pero en donde posteriormente se encontraron estructuras de espirales barradas.
La Vía Láctea es una galaxia de este tipo (tipo SBbc, intermedia entre una SBb y una SBc).

## Las barras

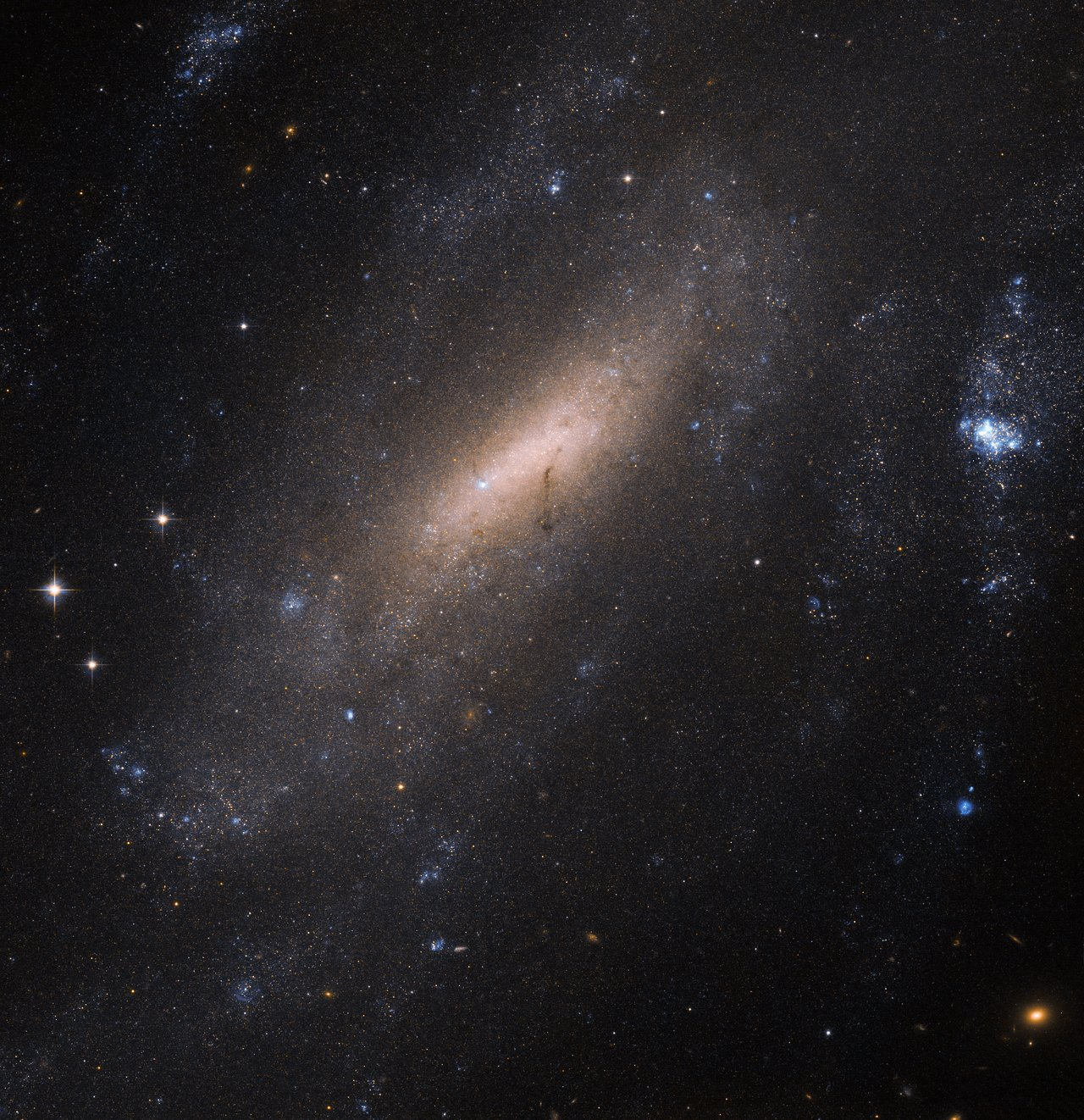
Imagen de la galaxia IC 5201

La hipótesis actual sostiene que la estructura de barra actúa como una «guardería estelar», impulsando la formación estelar en su centro, y como un mecanismo que canaliza el gas interestelar desde los brazos espirales hacia el centro a través de resonancia orbital, encauzando el flujo para crear estrellas nuevas. Este proceso explica también por qué tantas galaxias espirales barradas muestran un núcleo galáctico activo y/o un brote estelar central, como el que se observa en la galaxia del Molinillo Austral (M83).
En general, se piensa que las barras se forman por una onda de densidad proveniente del centro de la galaxia, cuyos efectos reorganizan las órbitas de las estrellas interiores. A lo largo del tiempo, este efecto provoca que las estrellas orbiten a una distancia mayor, lo que hace que la estructura de barra permanezca en el tiempo. Otra posible causa de la formación de barras puede deberse a los efectos de la fuerza de marea originados por la interacción entre galaxias.
Las barras también modifican la estructura de la galaxia, creando anillos tanto exteriores a la barra como interiores a ella, controlando su estructura espiral, y formando además otras estructuras presentes en las regiones centrales de estas, como miniespirales o barras menores e interiores a la principal; el resultado neto de la inyección de gas por parte de la barra a la región central de la galaxia y la formación estelar consecuente es el nacimiento de un pseudobulbo.
Se cree que las barras son un fenómeno temporal en la vida de las galaxias espirales, decayendo la estructura de barra con el tiempo, transformándose la galaxia desde una espiral barrada a una espiral «regular». Por encima de cierto tamaño, la masa acumulada en la barra compromete la estabilidad del conjunto de la barra; así, las galaxias espirales barradas con una gran cantidad de masa acumulada en su centro tienden a tener barras cortas y rechonchas. Además, numerosas galaxias espirales no barradas vistas en infrarrojos muestran una barra invisible en el óptico, calculándose que una galaxia espiral necesita alrededor de 2000 millones de años para pasar de ser una espiral normal a una barrada.
Investigaciones muy recientes parecen confirmar el modelo según el cual la barra es una estructura que aparece en las galaxias espirales ya maduras y completamente formadas. De acuerdo con tales estudios, en el pasado del universo, el porcentaje de galaxias con barra central era de apenas un 20 % comparado con el 70 % actual.